# Latvica
Latvica (Servisch: Латвица) is een plaats in de Servische gemeente Arilje. De plaats telt 323 inwoners (2002).